# Rockwood (Illinois)
Rockwood – wieś w Stanach Zjednoczonych, w stanie Illinois, w hrabstwie Randolph.